# ホーエンパイセンベルク
ホーエン・パイセンベルク (ドイツ語: Hohenpeißenberg) は、ドイツ連邦共和国バイエルン州オーバーバイエルン行政管区のヴァイルハイム＝ショーンガウ郡に属す町村（以下、本項では便宜上「町」と記述する）。このかつての鉱山町は、プファッフェンヴィンケル地方の中心に位置する。

## 地理
ホーエンパイセンベルクはアルプス前山地方にあたるバイエルン・オーバーラントに位置する。この町は行政上ホーエンパイセンベルク地区一地区からなる。
この町の最高地点は、ホーアー・パイセンベルク山の海抜988mの山頂である。ここからは360°の眺望が開け、「バイエルンのリギ」あるいは「モン・パルナンスス」と呼ばれる。ここは、バイエルンで最も素晴らしいパノラマが見られる場所であり、人気のハイキングの目的地である。この山の古い別名を「モン・ドクトゥス」（博士山）といった、これは気象学の研究に適しており、博士になぞらえたものである。人口の大部分は山の南側に住んでおり、少数が西側（ヘッテン集落およびブーフショーン集落）にいる。北側と東側に住む者はごくわずかである。
この町はアンマー川の左岸に位置する。アンマー川はこの町の南部の「シュナルツ」と呼ばれる山峡に湧出する。

### 自治体の構成
この町は、公式には 17の地区 (Ort) からなる。このうち小集落や孤立農場などを除く集落を以下に列記する。
- ブショルヴァルト
- ブーフショルン
- ホーエンパイセンベルク
- シュタイファル

### 隣接する市町村
パイティング（西）、パイセンベルク（東）、ヴェッソブルン（北）、ベービング（南）。

## 歴史

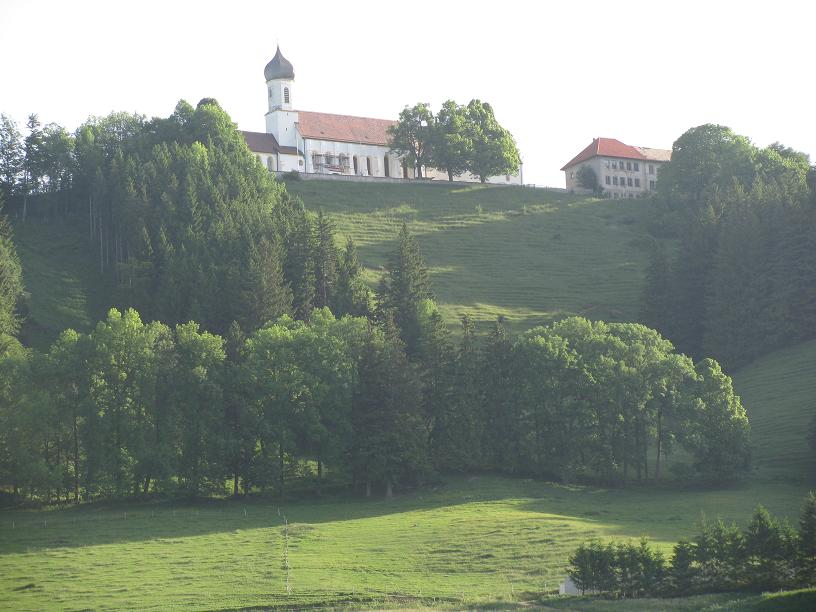
この町のランドマークである巡礼教会

1514年にホーアー・パイセンベルク山に礼拝堂が建設された。ショーンガウの城館礼拝堂から遷座された聖母像がこの礼拝堂に祀られた。この像はすぐに霊験あらたかであるとの評判を得て、巡礼が行われるようになった。17世紀の初めまでに第2の教会（巡礼教会）が建設された。現在この教会は、二重教会（カトリックとプロテスタントが共用する教会）として運営されている。礼拝堂は教会塔の西側に、巡礼教会自体はその東側にある。この建築群は、山頂に独特のシルエットを与えている。
1525年の農民蜂起の際にはホーアー・パイセンベルク山でバイエルン農民の公爵と信仰への忠誠の誓いが行われた。周辺の何千人もの住民がこの山に集まり、難を逃れることができた。それまではオーバーシュヴァーベンの反乱軍が国土を行き来して、諸侯領や修道院領が荒らされ、焼き討ちされた。暴徒化した農民はネッセルヴァングに集結し、フュッセン近郊からバイエルン地方を襲撃した。その数は2,500人から2万人と研究者間で一致していない。巡礼教会南の外壁の戦争記念碑と一体化している銅板は忠誠の誓いを思い起こさせる。

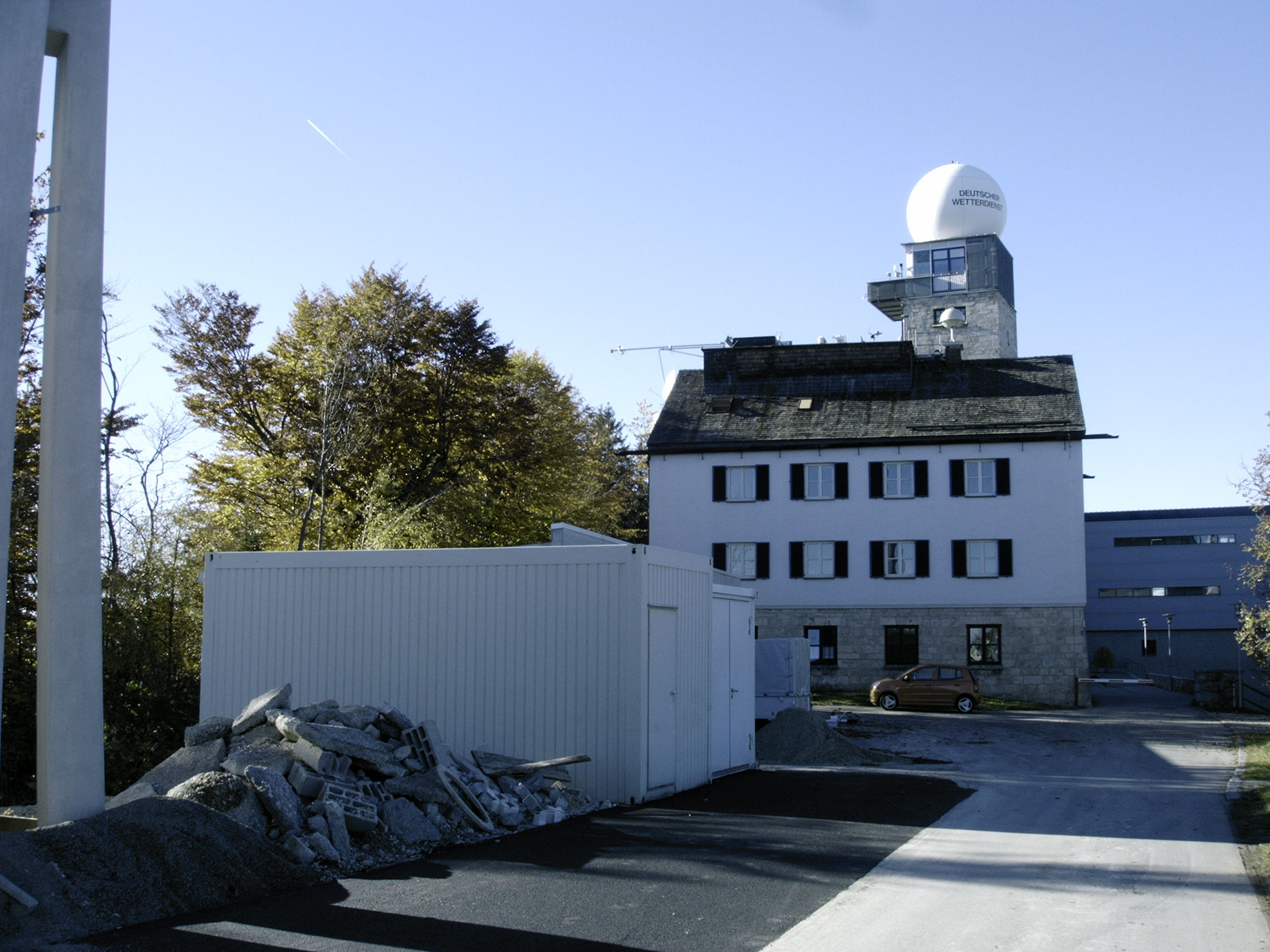
オーバーパイセンベルク測候所

ロッテンブーフ修道院のアウグスチノ修道参事会は1604年から1803年の世俗化まで、この山への巡礼を援助していた。山の霊験の礼拝堂にあるマティアス・ギュンター作の大きなフレスコは、この巡礼道場がロッテンブーフ修道院に引き渡される場面を描いている。アウグスチノ会は、この山で最初の天文観測をも行っている。1781年以降、絶えず実用的な天文学的観測が続けられており、このことからこの山は世界最古の山岳測候所とされている。世俗化後は、はじめ主任司祭と学校教員が測定と記録を続け、第二次世界大戦後はドイツ気象庁が気象観測を引き継いだ。修道士はこの山の上に学校も築いた。アウグスチノ修道参事会員のプリムス・コッホ（1752年 - 1812年）が国民学校を創設したのである。この学校は1802年4月に開校した。山の上の古い旧校舎の最も古い部分は1882年から1883年に修道士によって築かれた。

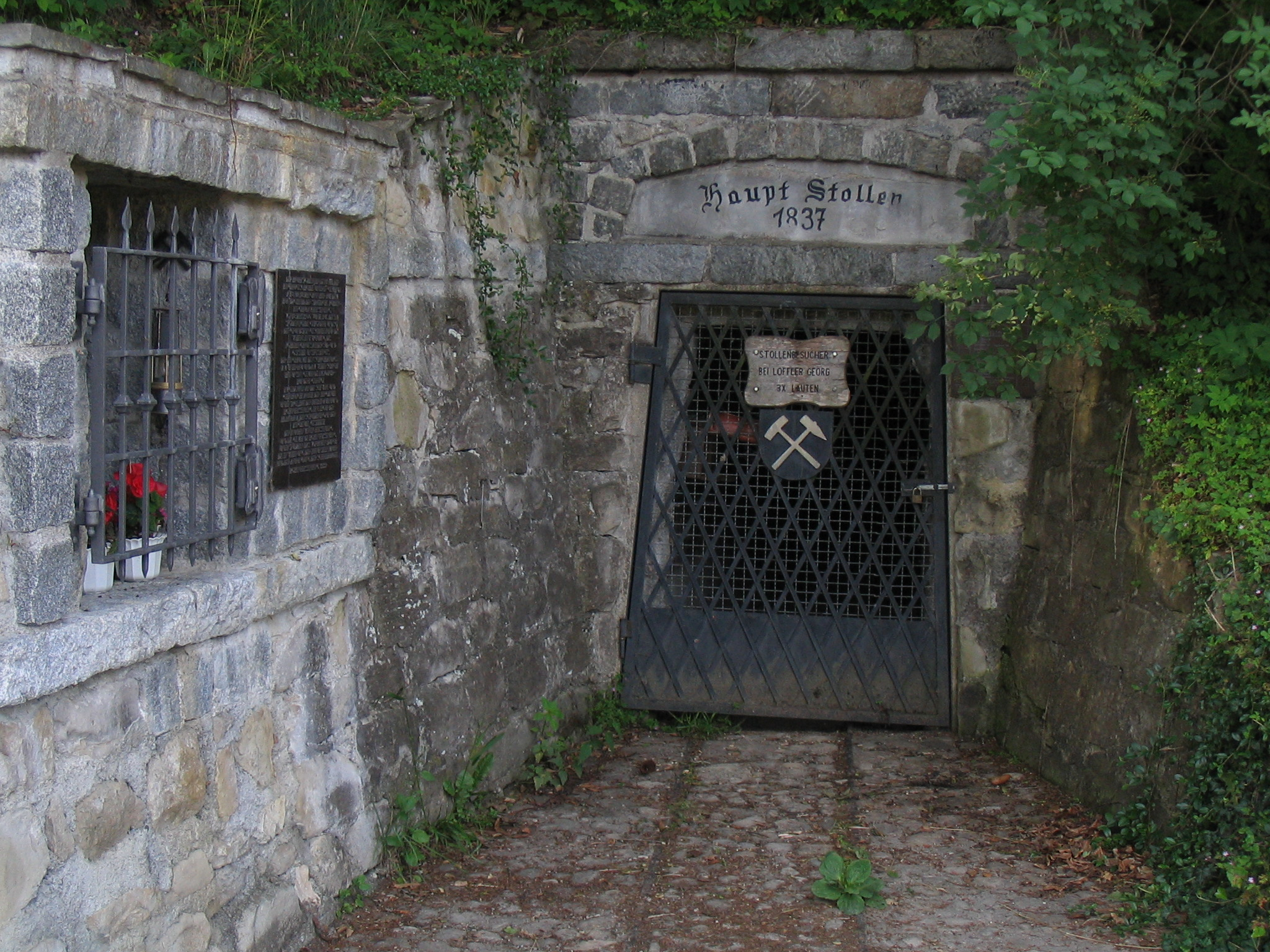
ブランダッハ地区にあるホーエンパイセンベルクの主坑道跡

16世紀に瀝青炭の採掘が地域限定的に始められて以後、小規模な炭坑が営まれていた。1837年5月8日にブランダッハ地区に主坑道を持つ州立鉱山が開設された。この鉱山により、町内に古い坑道が造られた。1889年7月1日、この炭坑の基礎立坑が掘られた。石炭は、この基礎立坑を通ってパイセンベルクのティーフ坑道にあった選炭場に運ばれた。ここを通るケーブルカーは1898年から1928年までの間に3.6kmの長さに延長されていた。1937年から1939年にホーエンパイセンベルク駅に排気用立坑が掘られた。これは1960年10月半ばには1150mの深さに及び、バイエルンで最も深い立坑となった。パイセンベルク盆地での石炭採掘は1968年にまずパイティングで、その後1971年にはパイセンベルクでも廃止された。
政治上、この地域はパイティングに属していた。また、ホーエンパイセンベルクはバイエルン選帝侯領のミュンヘン会計局およびショーンガウ地方裁判所に属していた。バイエルンの行政改革に伴う1818年の市町村令によって現在の自治体が成立した。
1972年まで、現在の町域内を旧ショーンガウ郡と旧ヴァイルハイム郡の郡境が走っていた。アイアーバッハ川がその郡境の一部をなしていた。しかしその後、この町は新しい郡であるヴァイルハイム＝ショーンガウ郡の中央に位置することとなった。1976年4月12日に新たにホーエンパイセンベルクという町村が形成され、1978年に廃止された町村アンマーヘーフェの大部分がこの町に併合された。町域の東部は大部分がアンマーヘーフェに属していた地域である。
2008年頃からこの町固有の司祭区がなくなっており、現在はパイティングの司祭が管轄している。

### 人口推移
- 1970年 2,986人
- 1987年 3,231人
- 2000年 3,984人

## 行政

### 町長
歴代の第1町長は以下の通り。
| 在任期間   | 町長                   | 政党 |
| ---------- | ---------------------- | ---- |
| 1948–1960  | コンラート・ハイス     | SPD  |
| 1960–1978  | ルートヴィヒ・レーガウ | SPD  |
| 1978–2008  | カール・グラフ         | CSU  |
| 2008年以降 | トーマス・ドルシュ     | CSU  |

### 議会
町議会は、16議席からなる。

## 経済と社会資本

### 公共機関
- 基礎課程学校 1校（プリムス・コッホ国民学校パイセンベルク）1969/1970年の学期から新校舎で運営されている。
- プファールホーフのカトリック図書館

### 交通
町の南部を、イルシェンベルクからマルクトオーバードルフに至る連邦道 B472号線が通っている。2009年から町の南を迂回するバイパスが建設されている。このバイパス道路は、すでに完成しているパイセンベルクやパイティングからショーンガウまで延長されることになっており、2013年までに完成する予定である。
ハウプト通り（メインストリート）は、かつては山の北側を通っており、特に塩の輸送に利用されていた。この旧塩街道は、バイエルン王ルートヴィヒ2世もミュンヘンからホーエンシュヴァンガウの城へ向かう際、当時の終着駅であったパイセンベルクからこの街道を利用した。この塩街道はベルヒテスガーデナー・ラントからアルゴイに通じていた。1889年に山の南を通る現在のハウプト通りである州道が開通した。
ホーアー・パイセンベルク山の南には、ヴァイルハイム - ショーンガウ線の小さな駅もある。この路線には1時間毎にバイエルン地方鉄道の気動車が運行している。

## 文化と見所

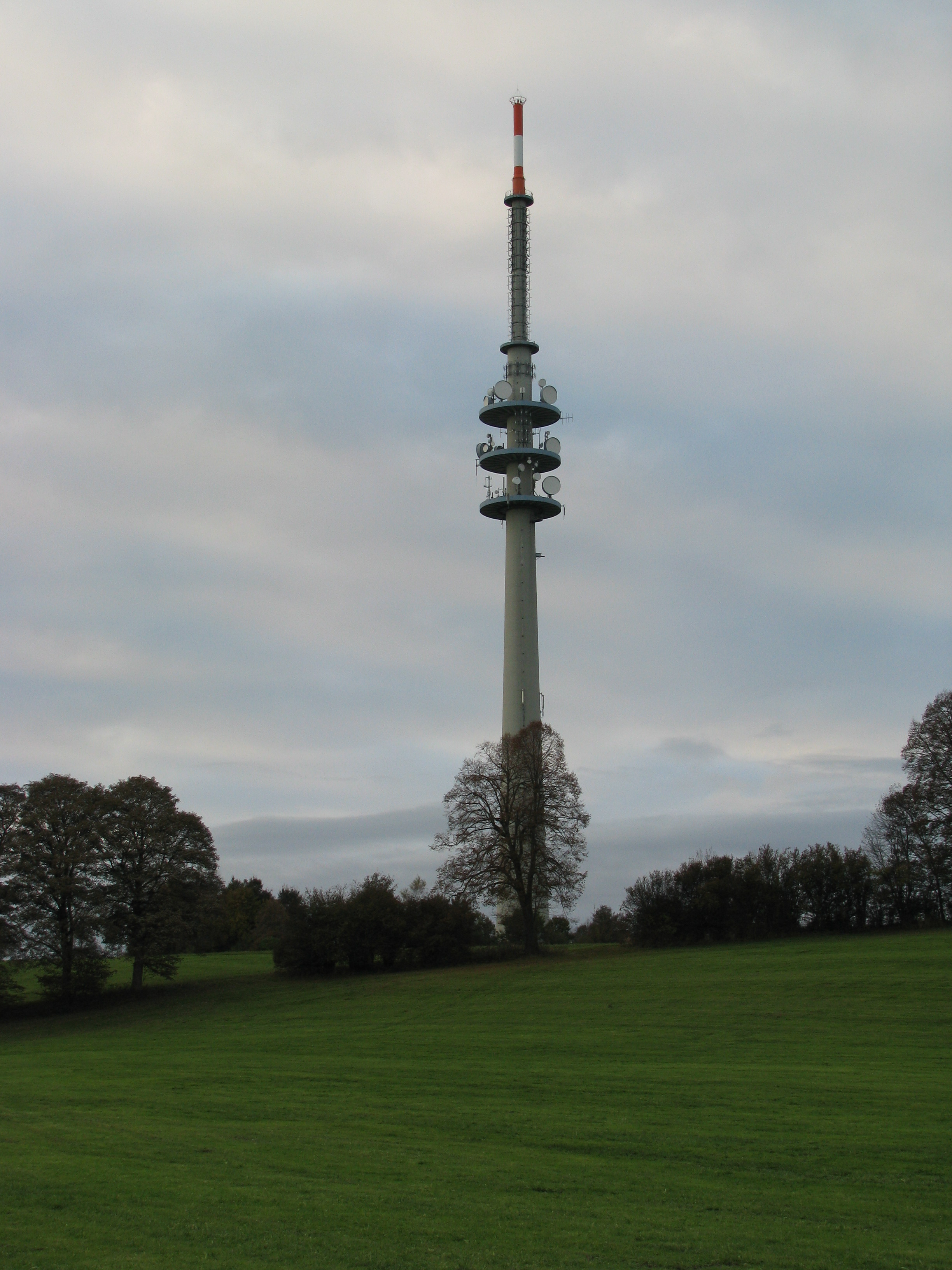
ホーエンパイセンベルク・テレビ塔

### 博物館
- ホーエンパイセンベルクの宝物庫、プファッフェンヴィンケル地方で最も高い位置 (988m) にある博物館である。

### 建築
- マリア被昇天の巡礼礼拝堂・巡礼教会、マテウス・ギュンター作のロココ様式のフレスコがある。1514年もしくは17世紀初めにホーアー・パイセンベルク山に建設された。
- 主なるイエスキリストの復活教会、山の南側にあたる町の中心に1960年に定礎がなされた。
- ホーエンパイセンベルク・テレビ塔、1978年建造、高さ158.76m
- 測候所、1781年1月1日から現在まで天文学的測定を行っており、これにより世界最古の山岳測候所となっている。

## 引用
1. ↑  https://www.statistikdaten.bayern.de/genesis/online?operation=result&code=12411-003r&leerzeilen=false&language=de Genesis-Online-Datenbank des Bayerischen Landesamtes für Statistik Tabelle 12411-003r Fortschreibung des Bevölkerungsstandes: Gemeinden, Stichtag (Einwohnerzahlen auf Grundlage des Zensus 2011)
2. ↑  Bayerische Landesbibliothek Online
3. ↑  L. Boxler: Hohenpeissenbergs gepriesene Höhe und Epfachs merkwerthe Funde, Schongau 1831 (Nachdruck von 2006), pp. 13 - 16
4. ↑  Hubert Assum, Max Biller, Prof. Dr. Heinz Haushofer: Der Hohe Peißenberg – ein Gelöbnisberg als Stätte des Treueschwurs anno 1525. in: Max Biller: Hohenpeißenberger Heimat-Lexikon, pp. 294 - 300
5. 1 2  Hubert Assum, Lepold Mühlegger, Max Biller: Schulgeschichte, p. 468, in: Max Biller: Hohenpeißenberger Heimat-Lexikon
6. ↑  Hubert Assum, Lepold Mühlegger, Max Biller: Schulgeschichte, p. 471, in: Max Biller: Hohenpeißenberger Heimat-Lexikon
7. 1 2  Max Biller, Ludwig Stippel: Bergbau und Bergbau-Museum am Hohen Peißenberg, 第3版、2006年、p. 28
8. ↑  Werksinformation für die Belegschaft des Kohlenbergwerks Peißenberg, Nummer 1, Januar 1961, Seite 6
9. ↑  Max Biller, Ludwig Stippel: Bergbau und Bergbau-Museum am Hohen Peißenberg、 第3版、 2006年、p. 33
10. ↑  Max Biller: Gemeindegebiet/Gemeindegebietsreform. in: Max Biller: Hohenpeißenberger Heimat-Lexikon, p. 219
11. ↑  vgl. Hubert Assum, Max Biller: Bürgermeister. in: Max Biller: Hohenpeißenberger Heimat-Lexikon, pp. 164 - 166
12. ↑  Wahlprospekt des Bürgermeisterkandidaten Thomas Dorsch für die Kommunalwahl vom 2. März 2008
13. ↑  2008年ホーエンパイセンベルク町議会議員選挙（2009年11月8日 閲覧・確認）
14. 1 2 3  Max Biller: Straßenbau. in: Max Biller: Hohenpeißenberger Heimat-Lexikon, pp. 496 - 497, mit Quellenverweis auf: Hubert Assum, Max Biller und Ernst Ursel